# Almaraz de Duero
Almaraz de Duero è un comune spagnolo di 452 abitanti situato nella comunità autonoma di Castiglia e León.